# Krankheitsbereinigte Lebensjahre

Disability-adjusted life years pro 100.000 Einwohner im Jahr 2004.
keine Daten
weniger als 9.250
9.250–16.000
16.000–22.750
22.750–29.500
29.500–36.250
36.250–43.000
43.000–49.750
49.750–56.500
56.500–63.250
63.250–70.000
70.000–80.000
mehr als 80.000

Krankheitsbereinigte Lebensjahre (englisch disability-adjusted life years oder kurz DALY) ist ein Indikator zur Gesamtkrankheitslast, der die bevölkerungsbezogenen Informationen zu Morbidität und Mortalität zusammenfasst. So werden die aufgrund von Krankheit und Behinderung sowie vorzeitigem Tod verlorenen Lebensjahre in die Betrachtung zum Gesundheitsstand einer Bevölkerung miteinbezogen. Er wurde in den frühen 1990er Jahren entwickelt, um die allgemeine Gesundheit und Lebenserwartung verschiedener Länder miteinander zu vergleichen. So soll die Bedeutung verschiedener Krankheiten für die Gesellschaft gemessen und die Effizienz von Maßnahmen zu Vorbeugung und Behandlung messbar werden. Der DALY-Indikator wurde erstmals im Weltentwicklungsbericht 1993 (World Development Report) von der Weltbank präsentiert.

## Hintergrund
Mit Krankheitsbereinigte Lebensjahre (folgend kurz DALY) soll nicht nur die Sterblichkeit (Mortalität), sondern auch die Beeinträchtigung des normalen, beschwerdefreien Lebens durch eine Krankheit erfasst und in einer einzigen Maßzahl summiert werden.
Von den Originalautoren wurde die Zahl der verlorenen Lebensjahre durch vorzeitigen Tod kombiniert mit dem Verlust an Lebenszeit durch Behinderung. Letzterer wird ebenfalls als verlorene Lebensjahre berechnet, multipliziert mit einem bestimmten Gewichtungsfaktor, je nach Höhe der Behinderung.
Die Globale Krankheitslast-Studie (Global Burden of Disease – GBD) führte für das Maß Lebensqualität einen negativen Behinderungsindex ein, der bei hohen Werten eine niedrige Lebensqualität beschreibt. Ein besonderer Vorteil des DALY ist der mögliche länder- und kulturübergreifende Einsatz, solange gleiche Kriterien und Berechnungsformeln verwendet werden (siehe Abschnitt zur Verwendung / Welt). DALYs messen Gesundheitslücken und „beschreiben den Unterschied zwischen einer tatsächlichen Situation und einer idealen Situation, in der jede Person bei voller Gesundheit bis zu dem Alter lebt, das den Standardwerten der Lebenserwartung entspricht“.

## Verwendung des Indikators

### Welt
Die WHO berechnet die DALY-Werte für alle Nationen, auch für die EU-Staaten. Wegen unterschiedlicher Formeln bzw. Kriterien bei der Berechnung der DALY im Vergleich zur Gesundheitserwartung, wie sie von Eurostat  berechnet wird, weichen die DALY-Werte für einzelne EU-Staaten von den Werten für Gesundheitserwartung laut Eurostat teilweise beträchtlich ab.

### Deutschland
Im Rahmen des Projekts Burden 2020 wurden von April 2018 bis Juni 2021 unter Leitung des Robert-Koch-Instituts Studien zur Krankheitslast in Deutschland (DALY) durchgeführt, die gesundheitliche Einschränkungen (Years lived with disability, YLD) und Tod (Years of life lost, YLL) mit einschlossen. Kooperationspartner waren das Wissenschaftliche Institut der AOK, sowie das Umweltbundesamt.

## Berechnung

Veranschaulichung der Berechnung

Eine global geltende Standard-Lebenserwartung ist mit 80 Jahren für Männer und 82,5 Jahren für Frauen festgelegt (basierend auf der Lebenserwartung von Japanern). Die mit einer Behinderung gelebte und die durch vorzeitigen Tod verlorene Lebenszeit wird im DALY kombiniert: durch vorzeitigen Tod verlorene Lebensjahre (YLL) entsprechen im Wesentlichen der Anzahl von Todesfällen multipliziert mit der verbliebenen Lebenserwartung in dem Alter, in dem der Tod vorzeitig eintritt. Doch wird nicht nur die Sterblichkeit, sondern auch die Beeinträchtigung des normalen, beschwerdefreien Lebens durch eine Krankheit durch das DALY erfasst und in einer Maßzahl zusammengerechnet:
{\displaystyle DALY=YLL+YLD},

wobei:

YLL: Years of Life lost (durch vorzeitigen Tod verlorene Lebensjahre) und

YLD: Years lived with Disease/Disability (mit Krankheit/Behinderung gelebte Lebensjahre).
Genauer ist:
{\displaystyle YLL=N\cdot L}

mit:

N: Anzahl der Todesfälle

L: verbliebene Lebenserwartung im Sterbealter (in Jahren)
Und:
{\displaystyle YLD=I\cdot DW\cdot L}

mit:

I: Anzahl der Fälle

DW: Schwere der Krankheit/Behinderung

L: durchschnittliche Dauer der Krankheit/Behinderung bis zur Heilung oder bis zum Tod (in Jahren)

## Beispiele

„Disability-Adjusted Life Years“ pro Million Einwohner durch Alkoholmissbrauch nach Daten der WHO 2012.
234 – 806
814 – 1.501
1.551 – 2.585
2.838 (Indien)
2.898 – 3.935
3.953 – 5.069
5.168 (VR China)
5.173 – 5.802
5.861 – 8.838
9.122 – 25.165

Die komplette Krankheitslast der Menschheit nach dem DALY-Indikator beträgt 1,4 Milliarden verlorene Lebensjahre, das entspricht 259 verlorene Lebensjahre pro 1000 Einwohnerjahre.
Die Zahl ermöglicht einen Ländervergleich:
- Entwickelte Länder – 117 DALY Verlust / 1000 Einwohnerjahre
- China – 178 / 1000
- Indien – 344 / 1000
- Einige Länder Afrikas – 574 / 1000

Die Zahl erlaubt auch einen Vergleich der sozialen Bedeutung bestimmter Krankheiten:
- AIDS – 30 Millionen verlorene Lebensjahre entsprechend 2,2 % aller DALYs
- Tuberkulose (TBC) – 46 Millionen verlorene Lebensjahre entsprechend 3,4 % aller DALYs.

## Abgrenzung zu ähnlichen Begriffen von anderen Institutionen für andere Länder

### EUROSTAT: Gesundheitserwartung für europäische Länder
Die Gesundheitserwartung wird von Eurostat für alle EU-Staaten sowie für Island, Norwegen, die Schweiz, Kroatien und das Vereinigte Königreich berechnet.

### Schweiz: Lebenserwartung in guter Gesundheit
In der Schweiz gibt es den zur Gesundheitserwartung laut Eurostat ähnlichen Begriff Lebenserwartung in guter Gesundheit, welcher vom Bundesamt für Statistik, Sektion Demografie und Migration in CH-2010 Neuchâtel berechnet wird.